# Carlsson Fahrzeugtechnik
Die Carlsson Fahrzeugtechnik GmbH war ein auf Automobile der Marke Mercedes-Benz spezialisiertes deutsches Fahrzeugtuning-Unternehmen.

## Geschichte

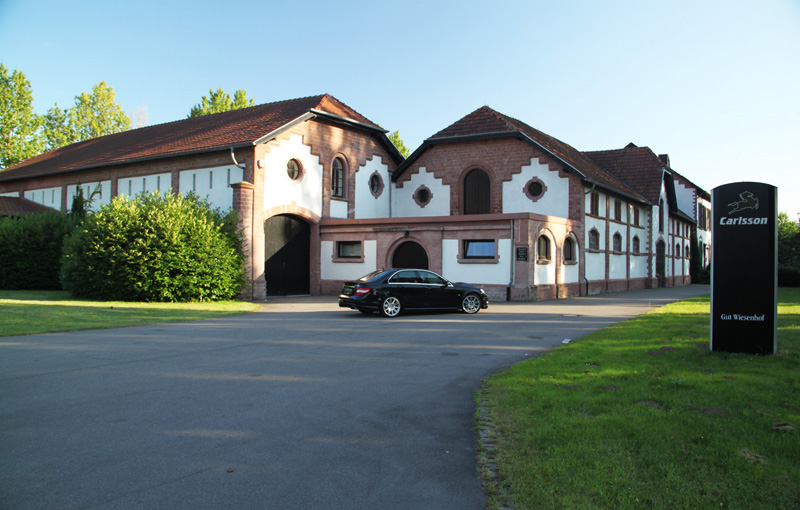
Gut Wiesenhof, ehemaliger Unternehmenssitz von Carlsson

1989 wurde die Carlsson Automobiltechnik GmbH von den Brüdern Rolf und Andreas Hartge gegründet. Der Namensgeber, Technologiepartner und ehemalige Werksfahrer von Mercedes-Benz, der 2009 verstorbene Schwede Ingvar Carlsson, stand dem Unternehmen über längere Zeit mit Rat und Tat zur Seite. Seine Erfahrung floss bei Carlsson in technische Weiterentwicklungen und Neuheiten ein.
Das Unternehmen verblieb bis 2007 im Besitz der Gebrüder Hartge, als sie die Gesellschaft an Mathias R. Albert verkauften. Seit Mai 2012 gehört sie zu 70 % zur Zhongsheng Holding in Hongkong.
Im Mai 2015 meldete Carlsson wegen Zahlungsunfähigkeit Insolvenz an. Am 4. Dezember 2015 wurde das Unternehmen durch den südkoreanischen Automobilzulieferer Sambo Motors übernommen und firmiert seitdem unter dem Namen Carlsson Fahrzeugtechnik GmbH.
Im Oktober 2023 wurde bekannt, dass die Lagerbestände in Saarlouis samt Exemplare im Showroom veräußert wurden (inklusive eines seltenen Carlsson C25). Im Oktober 2023 wurde bekannt gegeben, dass das Unternehmen geschlossen ist.

## Unternehmenssitz
Sitz des Fahrzeugtuners war seit 1995 ein ehemaliger, rund 25.000 Quadratmeter großer Gutshof (Gut Wiesenhof) aus dem 19. Jahrhundert im saarländischen Merzig, der nach seiner Renovierung durch die Gebrüder Hartge im Jahre 1996 mit einem Preis für Denkmalschutz ausgezeichnet wurde. Erbaut von Landrat Freiherr Constantin von Briesen und ursprünglich zur Züchtung edler Rennpferde gedacht, findet man heute Motorenprüfstände und ein Elektronik-Labor in dem über 170 Jahre alten Gemäuer.
Am 1. April 2016 verlegte die Carlsson Fahrzeugtechnik GmbH ihren Firmensitz nach Saarlouis.

## Rennsport
Seit 1999 beteiligte sich Carlsson mit dem eigenen Rennteam Carlsson Racing an verschiedenen Rennen und Rennserien, darunter das 24-Stunden-Rennen auf dem Nürburgring, die Rallye Dakar und die VLN Langstreckenmeisterschaft Nürburgring. Aktuelles Fahrzeug ist der CK35 RS (auf Basis des Mercedes-Benz SLK 350), mit dem das Rennteam den 2. Platz in der VLN-Langstreckenmeisterschaft 2006 erreichte.

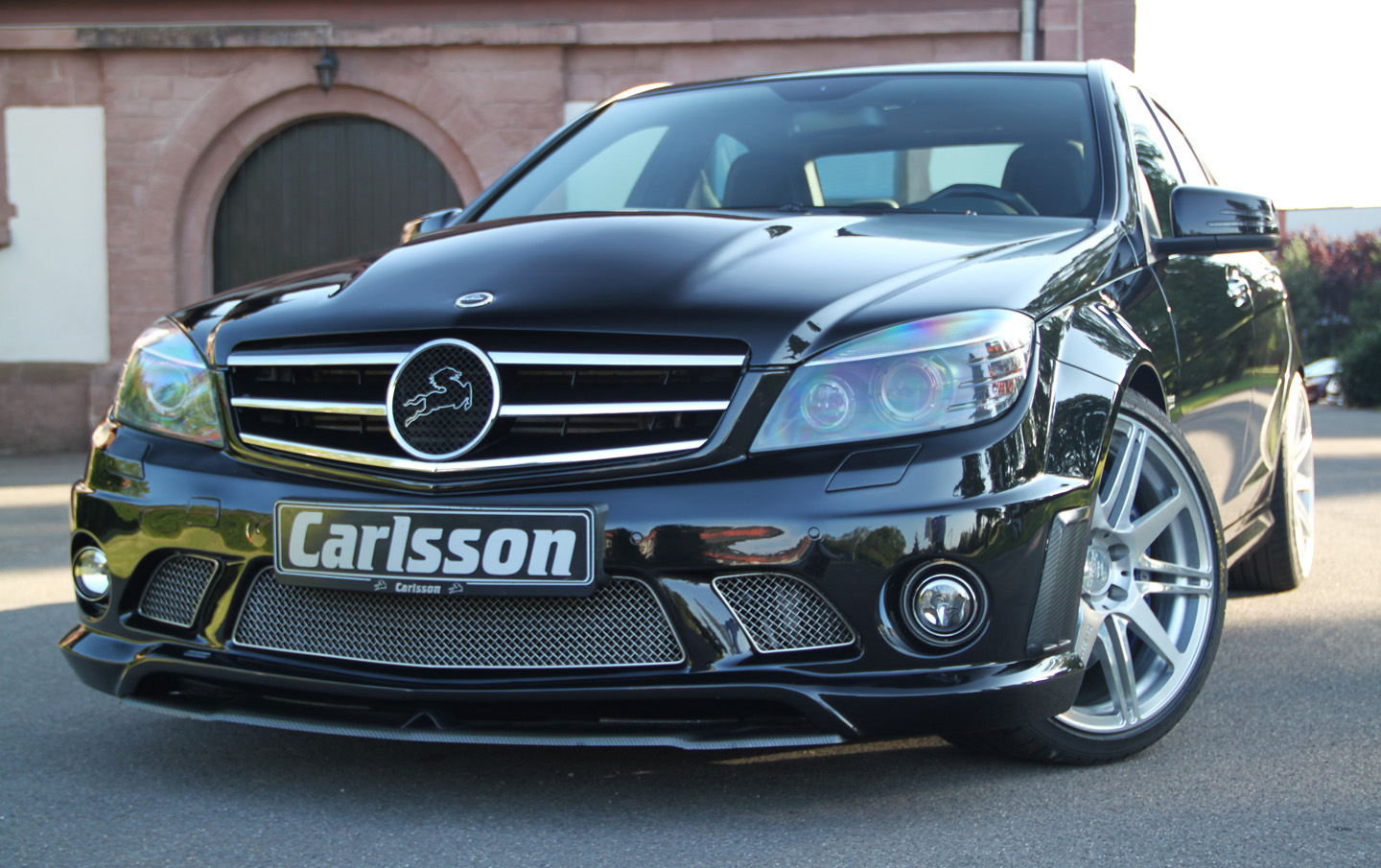
Carlsson CK63 RSR

## Produkte
Carlsson entwickelte 1994 für den Tuning-Markt ein Speichenrad für Mercedes-Benz-Automobile. Selbstentwickelte Leichtmetallfelgen sind eines der Kerngeschäfte des Unternehmens.

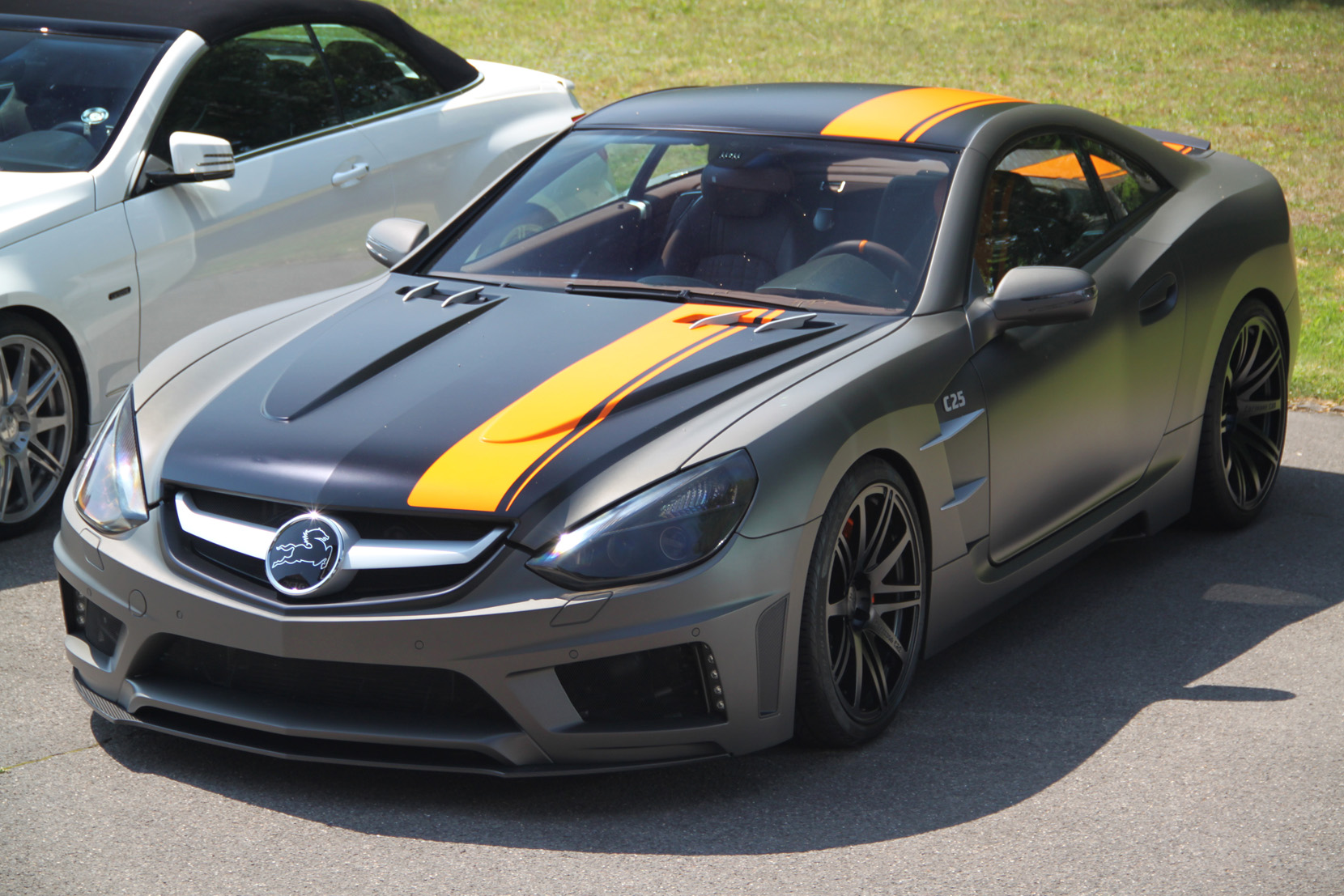
Carlsson C25

2000 brachte das Unternehmen kompressor-aufgeladene Motoren auf den Markt. Mit der Marke C-Tronic entwickelte Carlsson kurz darauf ein Tuningprogramm für Dieselfahrzeuge. Dieses Zusatzsteuergerät soll nach Angaben von Carlsson die Leistung der Motoren steigern und den Verbrauch senken. Seit 2004 benutzt der Hersteller die C-Tronic-Aufhängung, um die Fahrwerkeigenschaften seiner Fahrzeuge zu verbessern. Durch seine Modifikationen verändert der Tuner die Serienmodelle von Mercedes-Benz maßgebend. Das Programm umfasst auch Zubehörprodukte für Smart-Fahrzeuge.
Wichtigstes Projekt war der von Carlsson-Chefdesigner Rolf Schepp entworfene und in einer Kleinserie von 25 Exemplaren gebaute Gran Turismo Carlsson C25. Mit diesem ersten selbst entwickelten Komplettfahrzeug wollte Carlsson nach eigenen Angaben seine Kompetenzen sichtbar machen und hervorragende Fahrleistungen mit umfassender Alltagstauglichkeit kombinieren. Der Stückpreis für den in Handarbeit gefertigten C25 beträgt 510.510 Euro. Pro Land sollte Carlsson nur ein C25 ausgeliefert werden, um „Exklusivität“ zu gewährleisten.
Die Rennfahrerin Ellen Lohr fungierte als Markenbotschafterin des Unternehmens.

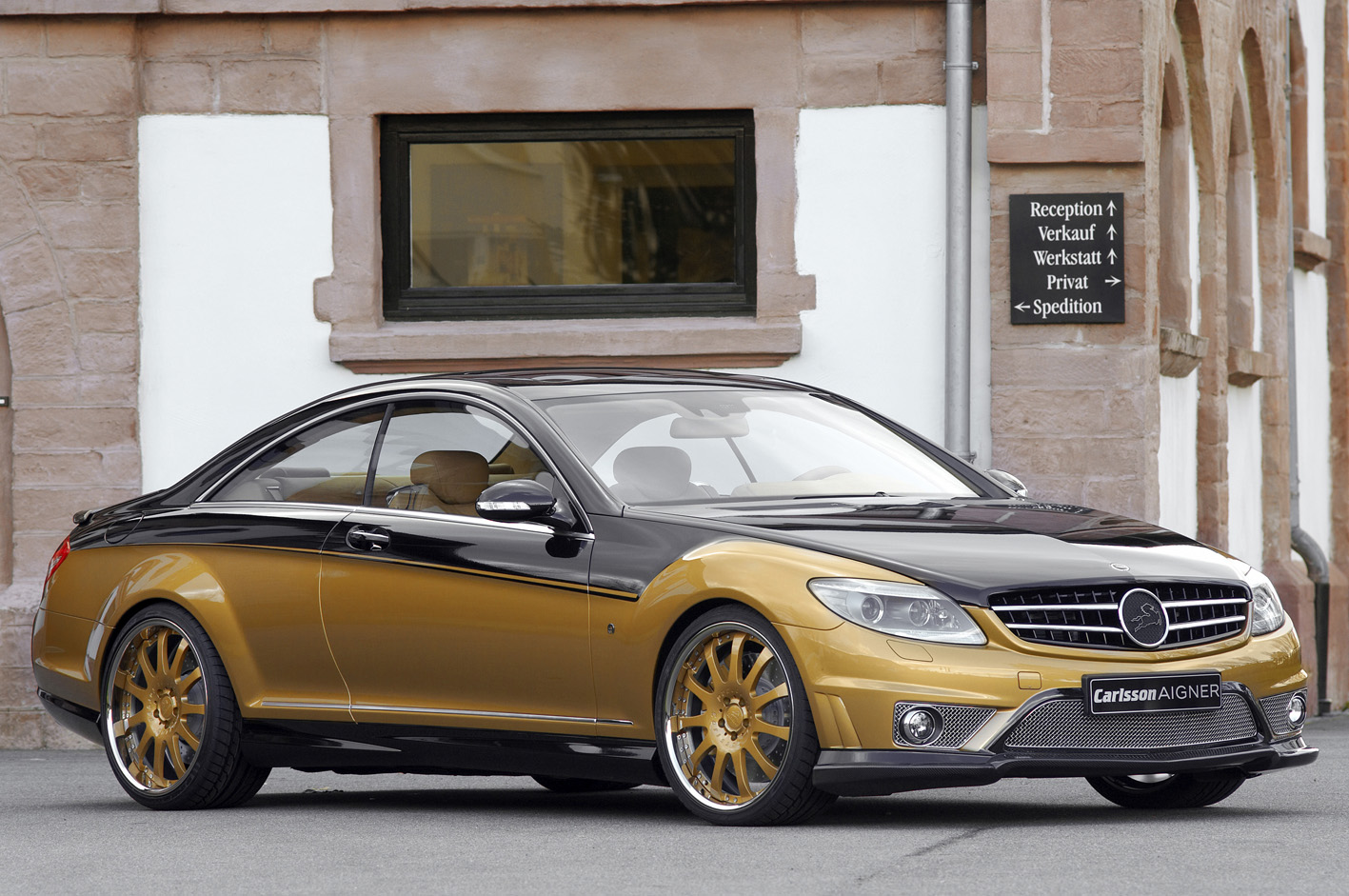
Carlsson Aigner CK65 RS Eau Rouge

## Kooperationen
In der Vergangenheit arbeitete Carlsson mit dem renommierten Lederwarenhersteller Etienne Aigner zusammen. Aus dieser Kooperation entstanden drei jeweils streng limitierte Fahrzeuge: der Carlsson Aigner CK65 RS Eau Rouge auf Basis der Mercedes-Benz CL-Klasse (CL 65 AMG, C216), der Carlsson Aigner CK65 RS Blanchimont auf Basis der Mercedes-Benz S-Klasse (S 65 AMG, V 221) sowie der Carlsson Aigner CK55 RS Rascasse auf Basis des Mercedes-Benz GL (GL 500, X 164).
Unter dem Label by Carlsson entwickelte das Unternehmen Zubehörprogramme für Fahrzeuge des französischen Herstellers Citroën.

## Technologiepartner
Technologiepartner von Carlsson sind Dunlop, Vredestein, Eibach Federn, Fuchs Petrolub, Recaro sowie Bilstein.

## Galerie

Carlsson-Fahrzeuge
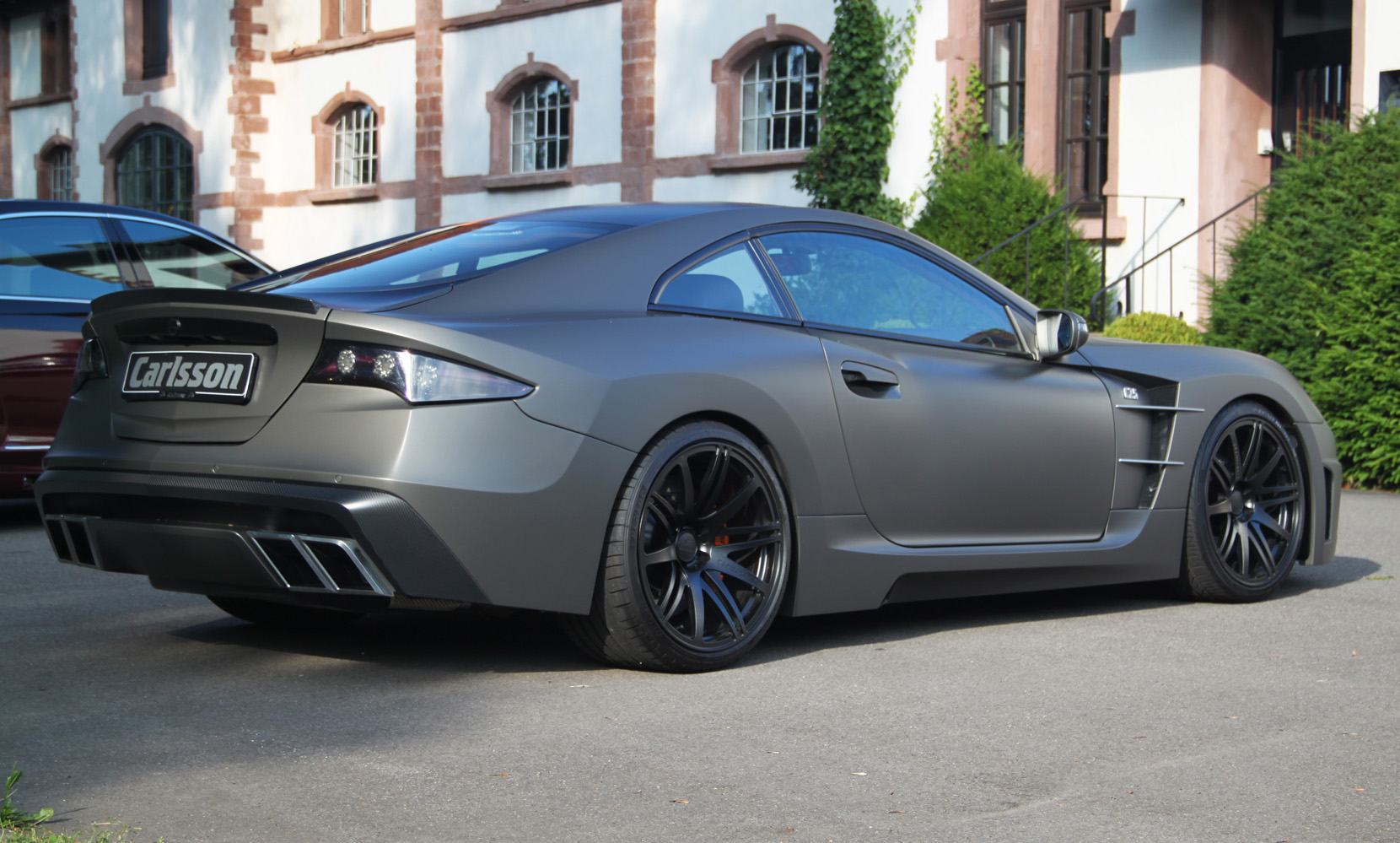
Heckansicht des Carlsson C25 auf Gut Wiesenhof
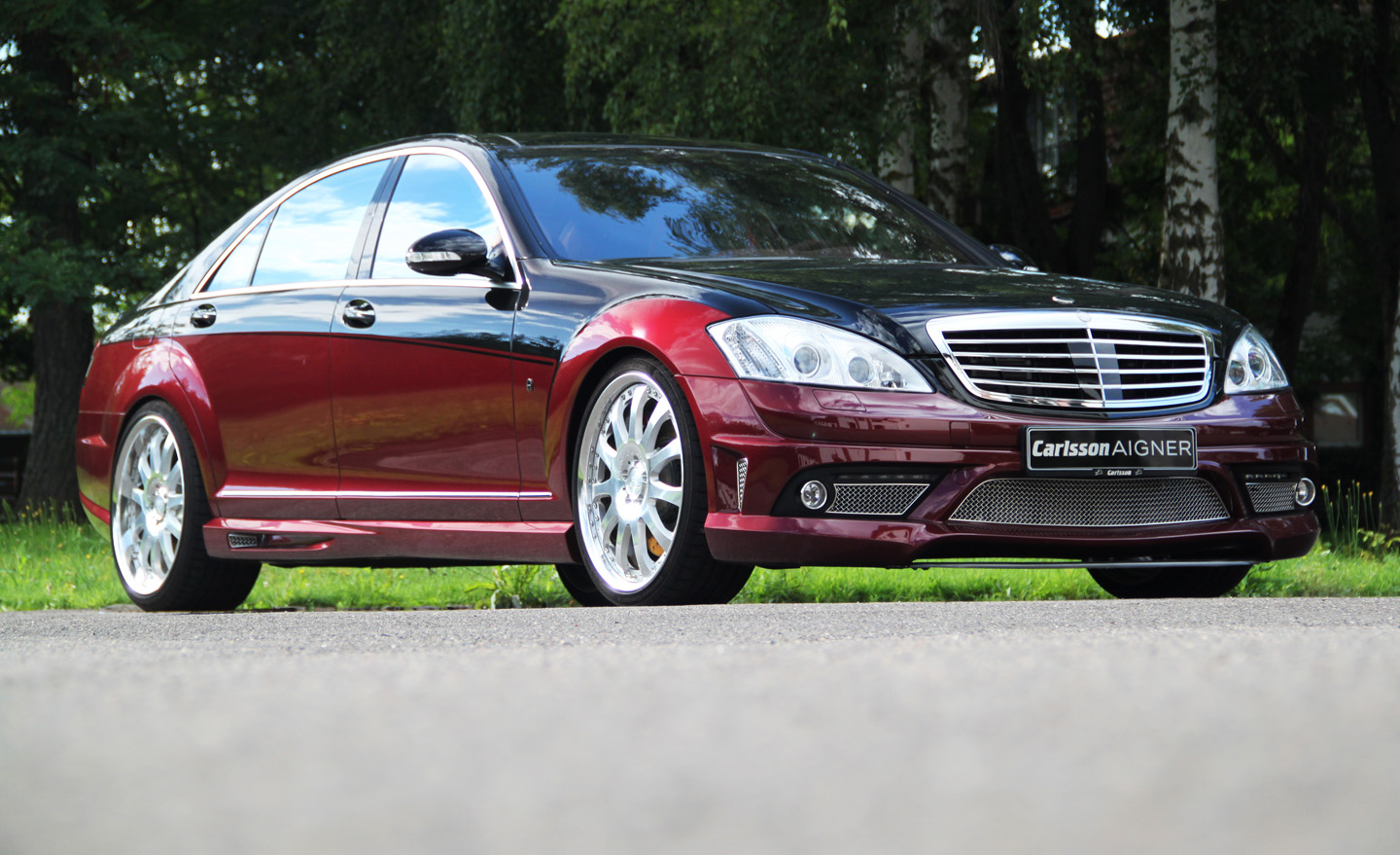
Carlsson Aigner CK65 RS Blanchimont
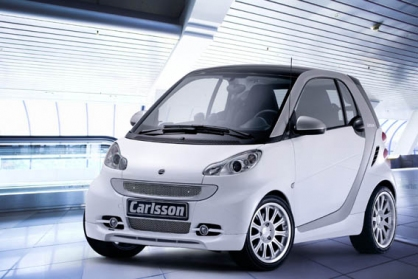
Carlsson Smart
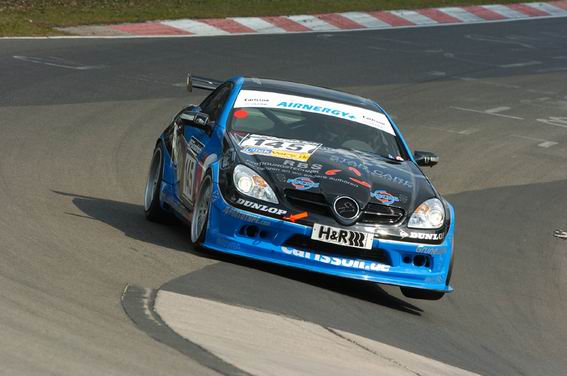
Carlsson CK35 RS